# الرابطة البرلمانية 2005–06
الرابطة البرلمانية 2005–06 (بالإنجليزية: 2005–06 Isthmian League)‏ هو موسم من دوري إسثميان. كان عدد الأندية المشاركة فيه 61، وفاز فيه برينتري تاون.